# Harde (Adelsgeschlecht)

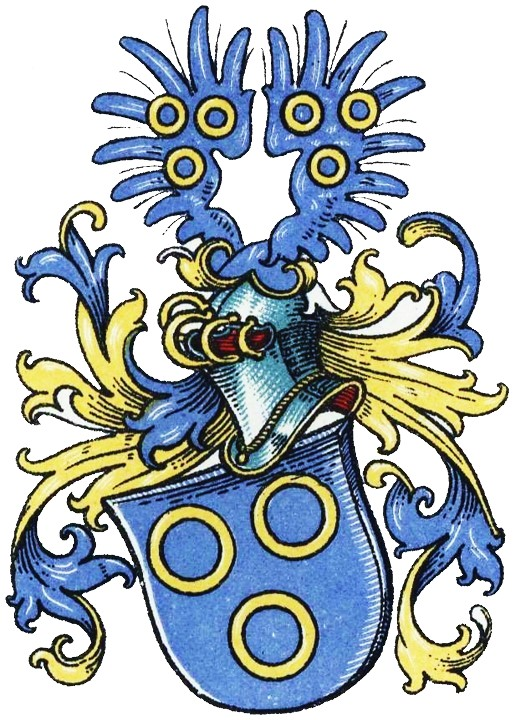
Wappen derer von Harde bei Spießen

Harde (auch: Hart) ist der Name eines  aus Bayern stammenden, später in Westfalen ansässigen, inzwischen erloschenen Adelsgeschlechts. 

## Geschichte

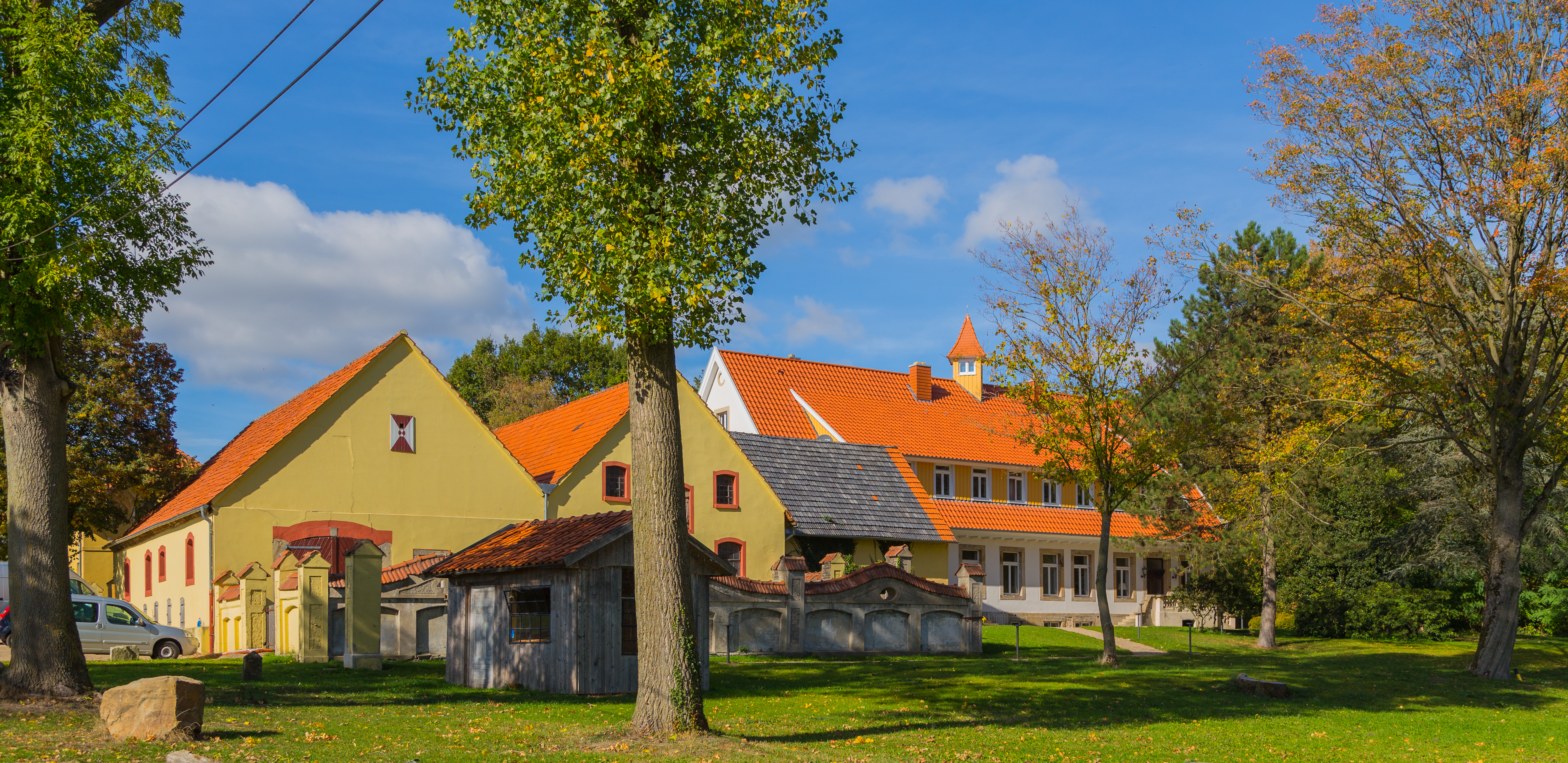
Haus Hülshoff in Tecklenburg

Das Geschlecht ist benannt nach seinem Herkunftsort, dem Pfarrdorf Hart. Auf dem Höhenzug nördlich des Ortes stand die Burg der Herren von Harde.
Der Ort Hart, ursprünglich Harde, erscheint urkundlich erst im 12. Jahrhundert, aber schon damals als Sitz eines Edelgeschlechts. "In einer Urkunde des Klosters Oberalteich aus der Zeit 1112 – 1115 ... ist belegt, dass der Ritter Gozpertus de Harde (=Unterharthof) an einem Kreuzzug teilnahm." Ein Wernherus und sein Bruder Friedericus von Harde bezeugten um 1130 eine Schenkung des Oudilscalch von Törring. Werner, Ministeriale des Markgrafen Engelbert von Craiburc und Herrn auf Marquartstein, hatte Brüder- und Schwestersöhne und -töchter, und seine Nachkommen waren am Stammsitz der Familie bis in das 14. Jahrhundert ansässig. 1190 wird urkundlich ein Cuno von Harde als Ritter in einer Schenkungsurkunde für das Stift Chiemsee erwähnt. Ein Henricus de Harde wird als Schultheiß der Nassauischen Grafen in Wiesbaden um 1304 urkundlich genannt. Später blühte das Geschlecht auch in Westfalen und im 16. Jahrhundert gehörten die de Harde den Landständen der Grafschaft Tecklenburg an. So wird im Jahr 1458 ein Sweder de Harde als Drost von Lingen erwähnt. Das Rittergut Haus Hülshoff, südwestlich der Stadt Tecklenburg am Fuße des Berges gelegen, war im 15. und 16. Jahrhundert im Besitz der Herren von Harde.
Die Familie erlosch im Mannesstamm mit dem Tod von Johann Wilhelm Christian Josef von Harde am 10. September 1742.

## Wappen
Blasonierung: In Blau drei (2:1) goldene Ringe. Auf dem Helm ein offener, blauer Flug, die Flügel wie der Schild. Die Helmdecken sind blau-golden.

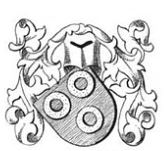
Wappen derer von Harde nach Siebmacher